# Цървеняно
Цървеняно е село в Западна България. То се намира в община Кюстендил, област Кюстендил.

## География
Село Цървеняно се намира в Конявската планина.

## История
В 1864 година селото има 63 ханета (275 мъже), а в 1874 година – 79 ханета (306 мъже).
През 1884 година е построена местната църква „Свети Димитър“, достроявана в началото на ХХ век.

## Културни и природни забележителности
- Църква „Свети Димитър“